# Gregor Fisken
Gregor Fisken (ur. 28 września 1964 roku w Forfar) – brytyjski biznesmen i kierowca wyścigowy.

## Kariera wyścigowa
Fisken rozpoczął karierę w międzynarodowych wyścigach samochodowych w 2000 roku od startów w Belgian Procar. Z dorobkiem dwóch punktów został tam sklasyfikowany na 82 pozycji w klasyfikacji generalnej. W późniejszych latach Brytyjczyk pojawiał się także w stawce 24h Nürburgring, American Le Mans Series, 24-godzinnego wyścigu Le Mans, FIA GT Championship, Le Mans Endurance Series, Le Mans Series, Formuły Le Mans oraz British GT Championship.

## Wyniki w 24h Le Mans
| Rok  | Zespół                     | Partnerzy                          | Samochód            | Klasa | Okr. | Poz. | Klasa Pos. |
| ---- | -------------------------- | ---------------------------------- | ------------------- | ----- | ---- | ---- | ---------- |
| 2004 | The Racer's Group          | Lars-Erik Nielsen Ian Donaldson    | Porsche 911 GT3-RSR | GT    | 314  | 18   | 6          |
| 2005 | Intersport Racing          | Liz Halliday Sam Hancock           | Lola B05/40-AER     | LMP2  | 119  | NU   | NU         |
| 2006 | Courage Compétition        | Sam Hancock Alexander Frei         | Courage LC70-Mugen  | LMP1  | 171  | NU   | NU         |
| 2007 | Aston Martin Racing Larbre | Patrick Bornhauser Roland Bervillé | Aston Martin DBR9   | GT1   | 272  | 29   | 13         |